# Берёзовка (Уваровский район)
Берёзовка —  село в Уваровском районе Тамбовской области России. 
Административный центр Берёзовского сельсовета.

## География
Расположено в 13 км к западу от районного центра, города Уварово.  
Близлежащими крупным сельским населённым пунктом является село Степановка Ржаксинского района (в 3 км к северо-западу).

## Население
| 2002 | 2010 |
| ---- | ---- |
| 619  | ↘506 |

Согласно результатам переписи 2002 года, в национальной структуре населения русские составляли 96 % от жителей.